# Szász Károly István
Szász Károly István (Budapest, 1909. november 2. – Budapest, 1979. november) festő, grafikus, restaurátor, művészeti író.

## Életútja
Édesapja Szász István festő, aki legfontosabb mestere is volt egyben. Eleinte irodalommal foglalkozott és verseket írt, festeni csak negyvenévesen kezdett el. Kezdetben apjával közösen állított ki, 1970-ben Lengyelországban is voltak tárlatai. Festészetét főként impresszionisztikus hatású, színgazdag képek alkotják. Az 1960-as évek végétől festett képeit így jellemezte: „a pszicho-kozmoszt jelenítik meg”. Nem ritkán irodalmi ihletettségű grafikái, különösen tusrajzai az absztrakció irányába közelítenek (pl. a Párizsban járt az ősz c. tusrajza), többjükön az op-art hatása is érezhető. Készített rekeszzománc, és tűzzománcképeket, üvegmozaikokat, s dolgozott restaurátorként is.

## Egyéni kiállítások
- 1962, 1963, 1964 • Műteremkiállítás, Hazafias Népfront XIV. kerületi klubja, Budapest
- 1967 • Nagy Balogh János Kör, Budapest-Kispest
- 1970 • Bydgoszcz • Świecie • Dobrcz (PL)
- 1970, 1975, 1979 • Építők Műszaki Klubja, Budapest
- 1977, 1978 • Ferencvárosi Pincetárlat, Budapest

## Kötetei
- Mesék az emberről. Életképek; ill. Belányi Viktor; Írók-Művészek Egyesülete, Bp., 1937
- Két part között. Levél a kedveshez; ill. Pataky Ferenc; Szalay, Bp., 1939